# Chiswick

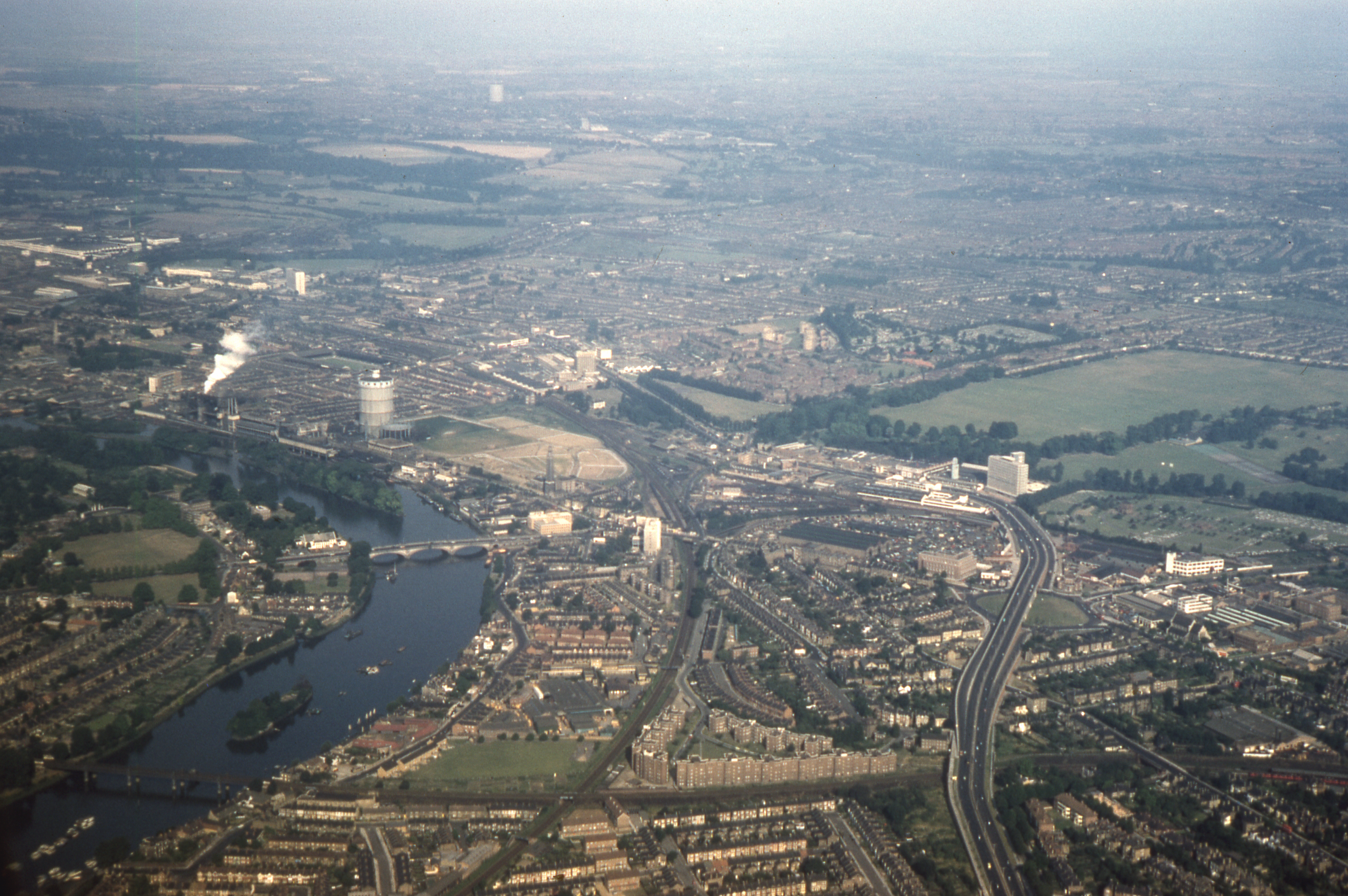
Panorama di Chiswick.

Chiswick (pronuncia inglese [ˈt͡ʃɪzɪk]) è un distretto di Londra nella zona sudoccidentale della città, nel London Borough of Hounslow.

## Curiosità
Il locale cimitero di questo quartiere ospitò per 44 anni le spoglie mortali di Ugo Foscolo, dalla sua morte nel 1827 a Turnham Green, al 1871, quando vennero definitivamente trasferite nella basilica di Santa Croce a Firenze.
Il quartiere dà il suo nome all'etichetta discografica Chiswick Records.

## Economia
Al n. 20 di British Grove ha sede il British Grove Studios.
In questo quartiere ha sede la SEGA Europe, e il birrificio Fuller, Smith and Turner.